# Angelita
Angelita [aŋ.xe.ˈli.ta] ist ein weiblicher Vorname.

## Herkunft und Bedeutung
Der Name ist der spanische Diminutiv von Angela, bedeutet also „kleiner Engel“.

## Verbreitung
Der Name ist als offizieller Vorname seit dem 20. Jahrhundert vor allem in der Hispanität anzutreffen, dabei aber selten. In Spanien war er in den 1930er und 1940er Jahren kurzfristig in den Top-300. Seit 1955 ist er nicht mehr dokumentiert.

## Namensträgerinnen
- Angelita von Anzio, italienisches Kleinkind, das 1944 verschwand
- Angelita Castro-Kelly (1942–2015), philippinische Physikerin
- Angelita Grace Velasquez Aquino (* 1973), philippinische Schauspielerin
- Angelita Detudamo (* 1986), nauruische Tennisspielerin
- Angelita Lind (* 1949), puerto-ricanische Leichtathletin
- Angelita Pires (* 1959), timoresische Präsidentschaftskandidatin
- Angelita Trujillo (1939–2023), dominikanische Schriftstellerin, Tochter des Diktators Rafael Trujillo